# Cyprus op de Olympische Zomerspelen 1988
Cyprus nam deel aan de Olympische Zomerspelen 1988 in Seoel, Zuid-Korea. Het was de derde olympische deelname van het land. Net zoals bij hun vorige deelnames werden er geen medailles gewonnen.

## Deelnemers en resultaten

### Atletiek
| Olympiër            | Discipline             | Resultaat | Prestatie                                               |
| ------------------- | ---------------------- | --------- | ------------------------------------------------------- |
| Spyros Spyrou       | 800m (m)               | 42e       | serie 1: 5de in 1.49,84                                 |
| Spyros Spyrou       | 1500m (m)              | 20e       | serie 3: 9de in 3.42,32 halve finale 1: 10de in 3.43,49 |
| Marios Hadjiandreou | hink-stap-springen (m) | 21e       | kwalificatie groep B: 13de met 15,95m                   |
|                     |                        |           |                                                         |
| Andri Avraam        | 3000m (v)              | 23e       | serie 1: 11de in 9.02,18                                |
| Andri Avraam        | 10000m (v)             | 27e       | serie 2: 12de in 32.59,30                               |
| Maria Teloni        | verspringen (v)        | 21e       | kwalificatie groep A: 12de met 6,29m                    |

### Judo
| Olympiër                 | Discipline | Resultaat | Prestatie |
| ------------------------ | ---------- | --------- | --------- |
| Mikhalakis Skouroumounis | -60kg (m)  | 20e       |           |
| Ilias Ioannou            | -65kg (m)  | 20e       |           |

### Schietsport
| Olympiër        | Discipline | Resultaat | Prestatie                          |
| --------------- | ---------- | --------- | ---------------------------------- |
| Michael Tymvios | skeet      | 22e       | kwalificatie: 22ste met 146 punten |

### Zeilen
| Olympiër                                  | Discipline | Resultaat | Prestatie                               |
| ----------------------------------------- | ---------- | --------- | --------------------------------------- |
| Andreas Karapatakis Christos Christoforou | 470 (m)    | 28e       | 187 punten: (23-25-26-27-DNF-opgave-20) |

Afghanistan · Algerije · Amerikaanse Maagdeneilanden · Amerikaans-Samoa · Andorra · Angola · Antigua en Barbuda · Argentinië · Aruba · Australië · Bahama’s · Bahrein · Bangladesh · Barbados · België · Belize · Benin · Bermuda · Bhutan · Birma · Bolivia · Bondsrepubliek Duitsland · Botswana · Brazilië · Britse Maagdeneilanden · Brunei · Bulgarije · Burkina Faso · Canada · Centraal-Afrikaanse Republiek · Chili · China · Chinees Taipei · Colombia · Congo-Brazzaville · Cookeilanden · Costa Rica · Cyprus · Denemarken · Djibouti · Dominicaanse Republiek · Duitse Democratische Republiek · Ecuador · Egypte · El Salvador · Equatoriaal-Guinea · Fiji · Filipijnen · Finland · Frankrijk · Gabon · Gambia · Ghana · Grenada · Griekenland · Groot-Brittannië · Guam · Guatemala · Guinee · Guyana · Haïti · Honduras · Hongarije · Hongkong · Ierland · IJsland · India · Indonesië · Irak · Iran · Israël · Italië · Ivoorkust · Jamaica · Japan · Joegoslavië · Jordanië · Kaaimaneilanden · Kameroen · Kenia · Koeweit · Laos · Lesotho · Libanon · Liberia · Libië · Liechtenstein · Luxemburg · Malawi · Malediven · Maleisië · Mali · Malta · Marokko · Mauritanië · Mauritius · Mexico · Monaco · Mongolië · Mozambique · Nederland · Nederlandse Antillen · Nepal · Nieuw-Zeeland · Niger · Nigeria · Noord-Jemen · Noorwegen · Oeganda · Oman · Oostenrijk · Pakistan · Panama · Papoea-Nieuw-Guinea · Paraguay · Peru · Polen · Portugal · Puerto Rico · Qatar · Roemenië · Rwanda · Saint Vincent en de Grenadines · Salomonseilanden · Samoa · San Marino · Saoedi-Arabië · Senegal · Sierra Leone · Singapore · Soedan · Somalië · Sovjet-Unie · Spanje · Sri Lanka · Suriname · Swaziland · Syrië · Tanzania · Thailand · Togo · Tonga · Trinidad en Tobago · Tsjaad · Tsjecho-Slowakije · Tunesië · Turkije · Uruguay · Vanuatu · Venezuela · Verenigde Arabische Emiraten · Verenigde Staten · Vietnam · Zaïre · Zambia · Zimbabwe · Zuid-Jemen · Zuid-Korea · Zweden · Zwitserland